# Cerkev sv. Andreja, Dramlja
Cerkev sv. Andreja v Dramlji (znana tudi kot cerkev sv. Andreja na Skalah), je podružnična cerkev Župnije Bizeljsko.

## Zgodovina
Cerkev stoji na vrhu griča in je orientirana proti jugovzhodu. V pisnih virih se prvič omenja leta 1545. Iz arhitekturnih značilnosti je mogoče sklepati, da je stavba doživela temeljito obnovo v 17. stoletju, ko so mogoče starejši ladji prizidali poligonalno sklenjen prezbiterij, v katerega so postavili tudi nov oltar. V 18. stoletju so obokali še ladjo, v 19. stoletju pa na severni strani prizidali zakristijo in nad zahodno ladijsko steno postavili zvonik. V novejšem času je obnovo doživela zunanjščina, v notranjščini pa le tlak.
Leta 2008 je bila cerkev razglašena za kulturni spomenik lokalnega pomena.

## Arhitektura
V tlorisu cerkev sestavljajo pravokotna ladja, kratek poligonalni prezbiterij in zakristija na severni strani. Zvonik je zgrajen v zahodnem delu ladje. Zunanjščino členijo le preproste pravokotne okenske odprtine in kamnit glavni portal. Cerkvena ladja ima banjast obok, prezbiterij pa križnogrebenast obok z reduciranim sklepnikom, ki kaže na daljnje odmeve gotskih oblikovnih principov. 

## Notranja oprema
Od opreme izstopa glavni oltar, ki po tipu sodi v skupino tako imenovanih zlatih oltarjev iz druge polovice 17. stoletja. Oltar krasijo figure svetega Andreja v osrednji niši, zgoraj pa Boga Očeta in angelske glavice.